# ترس سرد
ترس سرد (به انگلیسی: Cold Fear) یک بازی ویدئویی در ژانر ترس و بقا محصول ۲۰۰۵ است که توسط استودیوی فرانسوی Darkworks توسعه‌یافت و توسط یوبی سافت برای پلی استیشن ۲، اکس باکس و مایکروسافت ویندوز منتشر شد.
این نخستین بازی ترسناک یوبی سافت و دومین بازی استودیوی Darkworks بعد از بازی "تنها در تاریکی: کابوس جدید" بود.
داستان بازی درباره یک نگهبان ساحلی ایالات متحده آمریکا به نام "تام هَنسِن" است که به کمک یک کشتی شکار نهنگ روسی در تنگه برینگ مابین آلاسکا و سیبری می‌رود و در آنجا با خدمه کشتی که بر اثر یک انگل مرموز به موجودات شبه زامبی تبدیل شده‌اند مواجه می‌شود؛ با کشف درگیر بودن مافیای روسیه و سیا، هنسن ماجرایی را آغاز می‌کند تا نگذارد آن انگل به خشکی سرایت کند.
این بازی نخست در نمایشگاه E3 ۲۰۰۴ رونمایی شد. برای تحرک واقع‌گرایانه کشتی در طوفان، توسعه دهندگان یک برنامهٔ به‌طور کامل جدید نوشتند تا به آنها اجازه کنترل حرکت روی هر دو محور افقی و عمودی را بدهد. آنها همچنین از فیزیک واقعی استفاده کردند برای شبیه‌سازی الگوهای حرکت اشیای بی‌جان روی کشتی؛ به علت ماهیت تصادفی این الگوها، شخصیت بازیکن احتیاج داشت به مقدار نه برابر انیمیشن‌هایی که معمولاً در بازی‌های سوم شخص دیده می‌شود. در نهایت، این بازی شامل شد بیش از نهصد انیمیشن جداگانه برای همه شخصیت‌ها که اجازه امکان‌پذیربودن بیش از پنج هزار حرکت را می‌دهد.
موسیقی متن این بازی توسط تام سالتا ساخته‌شد و مریلین منسون یک آهنگ از آلبوم سال ۲۰۰۳ خود به نام عصر طلایی تناقض را به آن اهدا کرد که در منوی اصلی بازی استفاده شد.
بازی ترس سرد با نقدهای متوسط و کمی بالا روبرو شد، بسیاری از منتقدین آن را در مقایسه با رزیدنت ایول ۴ که در همان سال انتشار یافت، نامطلوب توصیف کردند، اگرچه آنها به‌طور کلی تحت تاثیر قرار گرفتند از وجود محیط‌های مختلف در بازی و سکانس‌های آغازین آن.

## انتشار

### انتشار در ایران
این بازی در ایران توسط شرکت تکین بازی نما تحت برند "عصر بازی" با دوبله پارسی در سال ۱۳۸۸ منتشر شد.